# Marichen Altenburg
Marichen Cornelia Martine Altenburg (* 24. April 1799 in Skien; † 3. Juni 1869 ebenda) war die Mutter des Dichters Henrik Ibsen und gilt als Vorbild für mehrere literarische Figuren in Ibsens Dramen, u. a. „Aase“ in Peer Gynt.

## Leben

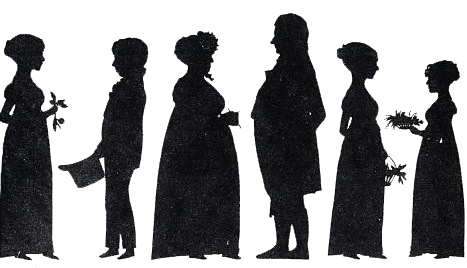
Eine Silhouette der Familie Altenburg/Paus um 1820; Marichen ganz rechts, ihre Eltern in der Mitte

Marichen Altenburg war eine Tochter des wohlhabenden Kaufmanns und Reeders zu Skien Johan Andreas Altenburg (1763–1824) und der Hedevig Christine Paus (1763–1848). Sie wuchs in Altenburggården im Zentrum von Skien auf. Sie wurde nach ihrer Großmutter Marichen Barth (1719–1766) und nach ihrem Großvater Cornelius Paus (1726–1799) benannt.
Am 1. Dezember 1825 heiratete sie in Skien den Kaufmann Knud Ibsen. Er war  Stiefsohn ihres Onkels Ole Paus. Sie kannten sich seit ihrer Kindheit, galten fast als Schwester und Bruder im sozialen Sinne und ihre Ehe wurde als „perfektes Familienarrangement“ bezeichnet.
Knud und Marichen lebten zunächst mit Knuds Bruder und Marichens Vetter Christopher Blom Paus in Stockmanngården im Zentrum von Skien, wo Henrik Ibsen 1828 geboren wurde. 1830 überließ Marichens Mutter Altenburggården ihrem Schwiegersohn Knud, und Knud und Marichen zogen 1831 mit ihren Kindern dorthin. In den 1820er- und 1830er-Jahren war Knud Ibsen ein reicher Kaufmann in Skien; 1833 stand er an 16. Stelle der Steuerzahler der Stadt. Ab Mitte der 1830er Jahre hatte Knud wirtschaftliche Schwierigkeiten, obwohl er nie in die Insolvenz geriet. Die Familie musste ihr Haus Altenburggården verkaufen und zog auf das ländliche Gut Venstøp außerhalb der Stadt.

## In Ibsens Dramen
Wie Henrik Ibsen selbst bestätigte, verwendete er sie „mit den notwendigen Übertreibungen“ als Modell für „Aase“ in Peer Gynt. Sie wird von Literaturwissenschaftlern ebenfalls als Modell für „Inga von Varteig“ in Die Kronprätendenten angesehen. Literaturwissenschaftler betrachten sie und Ibsens engste Familie auch als Inspiration für eine Reihe anderer Dramen, wie z. B. Rosmersholm.